# Les Sept Jours du talion (film)
Pour l’article homonyme, voir Les Sept Jours du talion.
Pour plus de détails, voir Fiche technique et Distribution.
Les Sept Jours du talion est un film québécois sorti en 2010, réalisé par PodZ et adapté du roman du même titre de Patrick Senécal.

## Synopsis
Bruno Hamel, chirurgien, menait une vie tranquille avec sa conjointe Sylvie et sa fille Jasmine, jusqu’au jour où cette dernière est victime d'un meurtre sordide commis par un dangereux psychopathe sexuel. L'arrestation du principal suspect lui fait découvrir l'impuissance de la justice à faire condamner le meurtrier. Il décide donc de se faire justice lui-même en planifiant minutieusement son coup et enlève l'assassin pour ensuite l'emmener vers un endroit sûr. Il envoie un message aux policiers spécifiant qu’il compte torturer son otage pendant une semaine et qu’il l’exécutera ensuite avant de se rendre aux policiers pour faire face à la justice. L'enquêteur Hervé Mercure doit à tout prix retrouver Bruno et son prisonnier avant la fin de l'ultimatum.

## Fiche technique
- Réalisation : PodZ
- Scénario : Patrick Senécal, basé sur son roman éponyme
- Conception artistique : André Guimond
- Décors : Lucie Tremblay
- Costumes : Brigitte Desroches
- Maquillage : Marlène Rouleau et C. J. Goldman
- Coiffure : Marie-Josée Binette
- Photographie : Bernard Couture
- Son : Michel Lecoufle, Pierre-Jules Audet et Luc Boudrias
- Montage : Valérie Héroux
- Production : Nicole Robert
- Société de production : Go Films
- Sociétés de distribution : Alliance Vivafilm (Canada), Les Films Séville (international)
- Budget : 3 400 000 $ CA[1]
- Pays d'origine :  Canada
- Langue originale : français
- Format : couleur — 35 mm — format d'image : 2,35:1 — format de prise de vue : Techniscope — son Dolby numérique
- Genre : thriller, drame, horreur
- Durée : 111 minutes
- Dates de sortie :
  - États-Unis : 23 janvier 2010 (première mondiale au Festival du film de Sundance)[2]
  - Canada : 1er février 2010 (première canadienne au cinéma Impérial à Montréal)[3]
  - Canada : 5 février 2010 (sortie en salle au Québec)
  - Belgique : 18 avril 2010 (Festival international du film fantastique de Bruxelles)
  - Canada : 22 juin 2010 (DVD et Blu-ray)[1]
  - Corée du Sud : 17 juillet 2010 (Festival international du film fantastique de Puchon)
  - France : 10 septembre 2010 (L'Étrange Festival)
  - Pologne : 11 octobre 2010 (Festival international du film de Varsovie)

## Distribution
- Claude Legault : Bruno Hamel
- Rémy Girard : Hervé Mercure, sergent-détective
- Martin Dubreuil : Anthony Lemaire
- Fanny Mallette : Sylvie Bérubé-Hamel
- Rose-Marie Coallier : Jasmine Hamel
- Alexandre Goyette : Boisvert, policier
- Dominique Quesnel : Maryse Pleau, policière
- Pascale Delhaes : Diane Masson, mère de Charlotte
- Pascal Contamine : Morin
- Michel-André Cardin : journaliste au chalet
- Jean-François Boudreau : père de Laurie
- Marika Lhoumeau : mère de Marion
- Léa-Marie Cantin : femme de Mercure
- Lisette Guertin : infirmière opération
- Patrice Dussault : Bolduc, policier
- Claude Despins : Coutu, policier

## Box-office
| Fin de semaine      | Québec        | Québec | Québec    | Québec    |
| Fin de semaine      |               | Place  | Recettes  | Cumulatif |
| ------------------- | ------------- | ------ | --------- | --------- |
| 5 au 7 février 2010 | en stagnation | 3e     | 258 862 $ | 258 862 $ |

## Distinctions
Prix Jutra 2011
- 5 nominations :
  - Meilleur acteur de soutien : Martin Dubreuil
  - Meilleure direction de la photographie : Bernard Couture
  - Meilleur maquillage : Marlène Rouleau et C. J. Goldman
  - Meilleur son : Michel Lecoufle, Pierre-Jules Audet et Luc Boudrias
  - Meilleur montage : Valérie Héroux

Prix Génie 2011
- 4 nominations :
  - Prix Génie de la meilleure adaptation : Patrick Senécal
  - Prix Génie du meilleur son : Michel Lecoufle, Daniel Bisson, Luc Boudrias et Jean-Charles Desjardins
  - Prix Génie du meilleur montage sonore : Pierre-Jules Audet, Michelle Cloutier, Natalie Fleurant et Nicolas Gagnon
  - Prix Génie du meilleur maquillage : Marlène Rouleau et C.J. Goldman

## Autour du film
Aucune musique n'a été appliquée dans ce long métrage, il figure parmi les rares films qui n'ont pas de musique ; en revanche, la bande-annonce, elle, s'en est vue ajouter.